# كلايف نولان
كلايف نولان (بالإنجليزية: Clive Nolan)‏ هو مغني ومنتج أسطوانات وملحن بريطاني، ولد في 30 يونيو 1961 في المملكة المتحدة.

## وصلات خارجية
- الموقع الرسمي
- كلايف نولان على موقع ميوزك برينز (الإنجليزية)
- كلايف نولان على موقع أول ميوزيك (الإنجليزية)
- كلايف نولان على موقع ديسكوغز (الإنجليزية)